# Понт-Эбер
Понт-Эбер (фр. Pont-Hébert) — коммуна на северо-западе Франции, находится в регионе Нормандия, департамент Манш, округ Сен-Ло. Центр одноименного кантона. Расположен в 8 км к северу от Сен-Ло, на левом берегу реки Вир. Через территорию коммуны проходит автомагистраль N174. в 1 км к юго-востоку от центра коммуны находится железнодорожная станция Понт-Эбер линии Лизон-Ламбаль.
С 1 января 2018 года в состав коммуны Понт-Эбер вошла соседняя коммуна Ле-Омме-д'Артене.
Население (2018) — 1 932 человека. 

## Достопримечательности
- Современная церковь Святого Альбина (Сент-Обен)
- Церковь Святого Петра XVI века
- Шато де Тер (в настоящее время - лицей)
- Особняк де ла Дюкри XVI века

## Экономика
Уровень безработицы (2018) — 8,8 % (Франция в целом —  13,4 %, департамент Манш — 10,4 %). 

Среднегодовой доход на 1 человека, евро (2018) — 20 440 (Франция в целом — 21 730, департамент Манш — 20 980).

## Демография
Динамика численности населения, чел.

## Администрация
Пост мэра Понт-Эбера с 2020 года занимает Мишель Ришом (Michel Richomme). На муниципальных выборах 2020 года возглавляемый им список победил в 1-м туре, получив 62,33 % голосов.
| Период | Период | Фамилия      | Партия                  | Примечания                                     |
| ------ | ------ | ------------ | ----------------------- | ---------------------------------------------- |
| 1989   | 2008   | Морис Эбер   |                         | IT-специалист                                  |
| 2008   | 2020   | Люсьен Боэм  | Социалистическая партия | учитель, член Генерального совета департамента |
| 2020   |        | Мишель Ришом |                         |                                                |

## Галерея
- Церковь Святого Альбина
- Церковь Святого Петра